# Steel Leg V. the Electric Dread
Steel Leg V. the Electric Dread ist eine EP von Keith Levene und Jah Wobble, welche 1978 veröffentlicht wurde. Die EP wird als musikalisch fehlendes Stück zwischen den beiden Public Image Limited Alben First Issue und Metal Box bezeichnet.

## Veröffentlichung
Die EP wurde im Dezember 1978 von Virgin Records als 12" und 7" Variante veröffentlicht.
Die komplette EP wurde nie auf CD veröffentlicht. Nur der Song Haile Unlikely By The Electric Dread wurde auf der Kompilation Death Disco - Songs From Under The Dancefloor 1978-84 als einziger der vier Songs auf CD veröffentlicht.

## Kommentare

### Jah Wobble
1988:  "Ich habe auch 'Steel Leg V. the Electric Dread' veröffentlicht, eine andere 12" mit Keith Levene an der Gitarre und Vince, ein Kumpel von Hackney hat den Gesang gemacht. Er dachte, er würde Millionär werden, aber es war nur eine Sitzungsgebühr. Ich gab ihm £100, was kein schlechtes Geld in den späten 70ern war." ("I also released 'Steel Leg Versus The Electric Dread', another 12" with Keith Levene on guitars and Vince, a mate from Hackney, on vocals. He thought he was going to be a millionaire but it was only like a session fee. I gave him a ton, which weren't bad money in the late '70s.")
2009: "Keith spielte Schlagzeug darauf. Das zusätzliche Geld war sehr praktisch. Um erlich zu sein, war es eine Pisstake-Platte, genauso wie 'Fodderstompf' ein Pisstake-Track war. Man muss sich nur mal Vinces Seite anhören um das zu erkennen." ("Keith played drums on that. The extra money came in really handy. To be honest it was a pisstake record in the same way that 'Fodderstompf' was a pisstake track, you only have to listen to Vince's side to realise that.")

### Don Letts
2009: "Keith Levene und Jah Wobble benötigten etwas Geld und endeten darin, eine Single für Virgin Records, welche sich 'Steel Leg V. The Electric Dread' nennt, zu machen. Sie brachten mich ins Studio, damit ich an Teilen des Gesangs arbeite, obwohl ich noch nie zuvor in meinem Leben gesungen habe. Ich erinnere mich, dass ich auf der Treppe mit einem Mikrofon saß, während ich versuchte ein paar Texte zu schreiben. Irgendwann sagte ich zu ihnen 'Okey Leute, ich gehe nach Hause und arbeite ein paar Texte aus.' Ich habe nie wieder etwas von ihnen gehört und das nächste was ich wusste, war, dass eine Platte herauskam. Sie haben meinen Demo-Gesang genommen und ihn auf den Track gelegt! [...] Es war eine beschissene Platte, und jetzt schaue ich zurück und lache über all das Zeug." ("Keith Levene and Jah Wobble needed some money, so they ended up making a single for Virgin Records called 'Steel Leg V. The Electric Dread'. They got me down to the studio to work on some vocals, even though I had never sung in my life. I remember sitting on the stairs with a microphone trying to write some words. Eventually I said to them 'Okay guys, I'll go home and work out some lyrics.' I never heard back from them, and the next thing I knew there was a record out. They had used my demo vocals and stuck them on the track! [...] It was a crap record, and I look back and laugh about all this stuff now.") "Ich wusste nichtmal, dass sie mich aufnahmen. Ich ging in eine Kellertoilette, nur um ein paar Texte in ein Mikrofon zu murmeln und zu hören, wie es klingt. Dann warte ich auf einen Anruf, um die Aufnahmen zu machen, und das nächste was ich hörte, war, dass sie etwas mit meiner Stimme gespielt haben, einen Track druntergelegt haben und es als fertige Platte rausgebracht haben. Ich war ein bisschen sauer, um erlich zu sein, weil ich dachte, wir würden es ordentlich beenden." ("I didn't even know they were recording me. I went into some basement toilet just to mumble some lyrics into a mic and hear what they sound like [...] Then I'm waiting to get a call to do the record, and the next thing I heard is they've played with my voice a bit, stuck a track under it and put the whole thing out as a finished record. I was a little bit pissed off to tell you the truth, because I thought we'd finish it properly.")

## Titelliste

### Steel Leg V. the Electric Dread (12", 45 RPM)
(Quelle: )
Seite A
1. „Steel Leg“ – 3:17
2. „Stratetime And The Wide Man“ – 3:22
Seite B
3. „Haile Unlikely By The Electric Dread“ – 4:30
4. „Unlikely Pub“ – 4:30

### Steel Leg V. the Electric Dread (7", 45 RPM)
(Quelle: )
Seite A
1. „Steel Leg“ – 3:17
2. „Stratetime And The Wide Man“ – 3:22
Seite B
3. „Haile Unlikely By The Electric Dread“ – 4:30
4. „Unlikely Pub“ – 2:30

## Besetzung
- Keith Levene (als Stratetime Keith) – Gitarre, Schlagzeug
- Jah Wobble – Bass, Synthesizer und Gesang auf Steel Leg
- Vince Bracken (als Steel Leg) – Gesang auf Steel Leg
- Don Letts – Gesang auf Haile Unlikely By The Electric Dread